# 黑點狗母魚
黑點狗母魚，為輻鰭魚綱仙女魚目合齒魚亞目合齒魚科的其中一種，分布於西太平洋的澳洲、紐西蘭、切斯特菲爾德群島海域，棲息深度45-60公尺，體長可達18公分，為底棲性魚類，生活在沙泥底質海域，屬肉食性，生活習性不明。